# Església del Sagrat Cor de Jesús (Roquetes)
L'església del Sagrat Cor de Jesús és una església parroquial de Roquetes (Baix Ebre) inclosa a l'Inventari del Patrimoni Arquitectònic de Catalunya. És obra de l'arquitecte tortosí José María Franquet Martínez.

## Descripció
Té planta rectangular i una sola nau, amb dos petits cossos que sobresurten del primer tram de la nau (quadrat el de l'esquerra i rectangular el de la dreta, prolongant-se fins a l'absis) i absis semiovalat.
Es tracta d'un edifici exempt, excepte per la part de l'absis que connecta amb la casa parroquial i la casa del rector, i d'una gran austeritat. La coberta és a dues aigües. Els murs laterals presenten petites finestres (una per tram de la nau), i els contraforts pràcticament no es manifesten exteriorment. La façana principal consta d'una portalada amb un senzill emmarcament, una petita rosassa, una franja ornamental (l'únic element d'aquest tipus en tot l'exterior) sota la cornisa, que envolta tot l'edifici, segons la doble vessant de la teulada. També té una petita espadanya damunt de l'absis.
Combina com a materials fonamentals la pedra (paredat irregular als murs) i el maó (contraforts i emmarcaments de les finestres).
L'interior és molt senzill, amb sostre pla i absis de quart d'esfera (quasi el·líptic), i pocs elements ornamentals.

## Història
Fou construïda en substitució de l'anterior església destruïda durant la Guerra Civil, i que no va ésser reconstruïda, celebrant-se els oficis religiosos en una nau magatzem propera.
El solar fou cedit per uns particulars i l'edificació es va dur a terme gràcies a l'empenta dels veïns. L'any 1952 es va crear la parròquia del Sagrat Cor de Jesús.
L'ornamentació interior és fruit dels anys posteriors.